# Североамериканская футбольная лига (1968—1984)
Североамериканская футбольная лига (англ. North American Soccer League; NASL) — профессиональная футбольная лига, в которой соревновались команды из Соединённых Штатов Америки и Канады; игры проходили с 1968 по 1984 год.

## История
В 1967 году в США стартовали две профессиональные футбольные лиги: организованная ФИФА Объединённая ассоциация футбола, и Национальная профессиональная футбольная лига. Национальная профессиональная футбольная лига имела контракт с национальным телевидением США с телерадиосетью CBS, но из-за низких рейтингов и критики телетрансляций показ на телевидении был прекращён. Лиги объединились в 1968 году для формирования Североамериканской футбольной лиги. Некоторые предполагают, что столь высокая скорость и быстрые сроки слияния были связаны с победой Англии в чемпионате мира 1966 года, что, в свою очередь, подтолкнуло американцев к созданию единой профессиональной лиги. Лига просуществовала до сезона 1984. 28 марта 1985 года, NASL приостановила свою деятельность до 1985 года, когда интерес к игре оставался только у команд «Миннесота Страйкерс» и «Торонто Близзард». В то время возобновление лиги планировалось осуществить в 1986 году.
В 1985 году четыре команды («Чикаго Стинг», «Миннесота Страйкерс», «Нью-Йорк Космос» и «Сан-Диего Сокерз») покидают NASL и вступают в Major Indoor Soccer League за 1984/85 сезоны. NASL работает как лига мини-футбола (шоубола) с 1979/80 по 1981/82 и в 1983/84.
Хотя в конечном счёте лига не сложилась, но она впервые представила футбол в американской спортивной жизни в новом большом масштабе и стала одним из основных факторов в формировании футбола, как одного из самых популярных видов спорта среди американской молодёжи.
| Развитие североамериканской футбольной лиги | Развитие североамериканской футбольной лиги | Развитие североамериканской футбольной лиги |
| ------------------------------------------- | ------------------------------------------- | ------------------------------------------- |
| Год                                         | Команд                                      | Сыгранных каждой командой матчей            |
| 1968                                        | 17 команд                                   | 32 игры                                     |
| 1969                                        | 5 команд                                    | 16 игр                                      |
| 1970                                        | 6 команд                                    | 24 игры                                     |
| 1971                                        | 8 команд                                    | 24 игры                                     |
| 1972                                        | 8 команд                                    | 14 игр                                      |
| 1973                                        | 9 команд                                    | 19 игр                                      |
| 1974                                        | 15 команд                                   | 20 игр                                      |
| 1975                                        | 20 команд                                   | 22 игры                                     |
| 1976                                        | 20 команд                                   | 22 игры                                     |
| 1977                                        | 18 команд                                   | 26 игр                                      |
| 1978                                        | 24 команды                                  | 30 игр                                      |
| 1979                                        | 24 команды                                  | 30 игр                                      |
| 1980                                        | 24 команды                                  | 32 игры                                     |
| 1981                                        | 21 команда                                  | 32 игры                                     |
| 1982                                        | 14 команд                                   | 32 игры                                     |
| 1983                                        | 12 команд                                   | 30 игр                                      |
| 1984                                        | 9 команд                                    | 24 игры                                     |

## Чемпионы САФЛ
| Год  | Победитель (количество побед) | Вице-чемпион             | Победитель регулярного сезона (очков) |
| ---- | ----------------------------- | ------------------------ | ------------------------------------- |
| 1968 | Атланта Чифс (1)              | Сан-Диего Торос          | Сан-Диего Торос (186)                 |
| 1969 | Канзас-Сити Сперс (1)         | Атланта Чифс             | Канзас-Сити Сперс (110)               |
| 1970 | Рочестер Лансерс (1)          | Вашингтон Дартс          | Вашингтон Дартс (137)                 |
| 1971 | Даллас Торнадо (1)            | Атланта Чифс             | Рочестер Лансерс (141)                |
| 1972 | Нью-Йорк Космос (1)           | Сент-Луис Старз          | Нью-Йорк Космос (77)                  |
| 1973 | Филадельфия Атомс (1)         | Даллас Торнадо           | Даллас Торнадо (111)                  |
| 1974 | Лос-Анджелес Ацтекс (1)       | Майами Торос             | Лос-Анджелес Ацтекс (110)             |
| 1975 | Тампа-Бэй Раудис (1)          | Портленд Тимберс         | Портленд Тимберс (138)                |
| 1976 | Торонто Метрос-Кроэйша (1)    | Миннесота Кикс           | Тампа-Бэй Раудис (154)                |
| 1977 | Нью-Йорк Космос (2)           | Сиэтл Саундерс           | Форт-Лодердейл Страйкерс (161)        |
| 1978 | Нью-Йорк Космос (3)           | Тампа-Бэй Раудис         | Нью-Йорк Космос (212)                 |
| 1979 | Ванкувер Уайткэпс (1)         | Тампа-Бэй Раудис         | Нью-Йорк Космос (216)                 |
| 1980 | Нью-Йорк Космос (4)           | Форт-Лодердейл Страйкерс | Нью-Йорк Космос (213)                 |
| 1981 | Чикаго Стинг (1)              | Нью-Йорк Космос          | Нью-Йорк Космос (200)                 |
| 1982 | Нью-Йорк Космос (5)           | Сиэтл Саундерс           | Нью-Йорк Космос (203)                 |
| 1983 | Талса Рафнекс (1)             | Торонто Близзард         | Нью-Йорк Космос (194)                 |
| 1984 | Чикаго Стинг (2)              | Торонто Близзард         | Чикаго Стинг (120)                    |

## Индивидуальные награды
| Год  | Лучший бомбардир                    | Лучший игрок      | Новичок года    | Тренер-победитель              | Тренер года       |
| ---- | ----------------------------------- | ----------------- | --------------- | ------------------------------ | ----------------- |
| 1968 | Януш Ковалик                        | Януш Ковалик      | Кайзер Мотаунг  | Фил Вуснам                     | Фил Вуснам        |
| 1969 | Кайзер Мотаунг                      | Пепе Фернандес    | Пепе Фернандес  | Янош Бедл                      | Янош Бедл         |
| 1970 | Кириакос Апостолидис                | Карлос Метидьери  | Джим Ликер      | Саль Дероза                    | Саль Дероза       |
| 1971 | Карлос Метидьери                    | Карлос Метидьери  | Рэнди Хортон    | Рон Ньюман                     | Рон Ньюман        |
| 1972 | Рэнди Хортон                        | Рэнди Хортон      | Майк Винтер     | Гордон Брэдли                  | Казимеж Франкевич |
| 1973 | Кайл Роут                           | Уоррен Арчибальд  | Кайл Роут       | Эл Миллер                      | Эл Миллер         |
| 1974 | Пол Чайлд                           | Питер Сильвестер  | Даг Макмиллан   | Алекс Перолли                  | Джон Янг          |
| 1975 | Стив Дэвид                          | Стив Дэвид        | Крис Бар        | Эдди Фирмани                   | Джон Сьюэлл       |
| 1976 | Джорджо Киналья                     | Пеле              | Стив Печер      | Домагой Капетанович            | Эдди Фирмани      |
| 1977 | Стив Дэвид                          | Франц Беккенбауэр | Джим Макалистер | Эдди Фирмани                   | Рон Ньюман        |
| 1978 | Джорджо Киналья                     | Майк Флэнеган     | Гари Этерингтон | Эдди Фирмани                   | Тони Уэйтерс      |
| 1979 | Оскар Фаббиани                      | Йохан Кройф       | Ларри Халсер    | Тони Уэйтерс                   | Тимо Лиекоски     |
| 1980 | Джорджо Киналья                     | Роджер Дэвис      | Джефф Дурган    | Хеннес Вайсвайлер Ясин Озденак | Алан Хинтон       |
| 1981 | Джорджо Киналья                     | Джорджо Киналья   | Джо Моррон      | Вилли Рой                      | Вилли Рой         |
| 1982 | Джорджо Киналья Карл-Хайнц Гранитца | Питер Уорд        | Педро Дебрито   | Жулио Маццеи                   | Джонни Джайлз     |
| 1983 | Роберто Кабаньяс                    | Роберто Кабаньяс  | Грегг Томпсон   | Терри Хеннесси                 | Драган Попович    |
| 1984 | Славиша Жунгул                      | Славиша Жунгул    | Рой Вегерле     | Вилли Рой                      | Рон Ньюман        |

## Шоубол
| Год     | Победитель (количество побед) | Финалист         | Лучшая команда регулярного сезона                   | Лучший бомбардир         | Тренер-победитель |
| ------- | ----------------------------- | ---------------- | --------------------------------------------------- | ------------------------ | ----------------- |
| 1975    | Сан-Хосе Эртквейкс (1)        | Тампа-Бэй Раудис | Сан-Хосе Эртквейкс 4-0 *(только турнир)             | Пол Чайлд                | Иван Топлак       |
| 1976    | Тампа-Бэй Раудис (1)          | Рочестер Лансерс | Тампа-Бэй Раудис 4-0 *(только турнир)               | Дьюла Вишньеи            | Эдди Фирмани      |
| 1979    | Даллас Торнадо (1)            | Тампа-Бэй Раудис | Даллас Торнадо 2-0 *(только турнир)                 | Джимми Райан             | Эл Миллер         |
| 1979/80 | Тампа-Бэй Раудис (2)          | Мемфис Рогс      | Атланта Чифс 10-2                                   | Дэвид Бирн               | Гордон Джейго     |
| 1980/81 | Эдмонтон Дриллерз (1)         | Чикаго Стинг     | Чикаго Стинг 13-5                                   | Карл-Хайнц Гранитца      | Тимо Лиекоски     |
| 1981/82 | Сан-Диего Сокерз (1)          | Тампа-Бэй Раудис | Эдмонтон Дриллерз 13-5                              | Дьюла Вишньеи            | Рон Ньюман        |
| 1983    | Тампа-Бэй Раудис (3)          | Монреаль Мэник   | Монреаль Мэник 4-2 *(двухраундовый круговой турнир) | Лори Абрамс Дейл Митчелл | Эл Миллер         |
| 1983/84 | Сан-Диего Сокерз (2)          | Нью-Йорк Космос  | Сан-Диего Сокерз 21-11                              | Славиша Жунгул           | Рон Ньюман        |